# Festival d'Aix-les-Bains de Scrabble
Le Festival d'Aix-les-Bains est un festival international de Scrabble. Le festival a lieu à Aix-les-Bains dans la région Auvergne-Rhône-Alpes. Environ 2 000 scrabbleurs venant principalement des fédérations française, belge, suisse, sénégalaise et tunisienne participent aux compétitions. Ce festival est actuellement considéré comme l’un des deux plus important du Scrabble francophone, après celui de Vichy.

## Historique
Le festival a été créé en 1984 par Paul Vieilly, président du comité Dauphiné-Savoie. La cité savoyarde avait déjà accueilli les Championnats du monde en 1977 (elle les accueillera à nouveau en 1996, en 2014 et en 2021). Aix-les-Bains a accueilli également le Championnat de France Duplicate en 1988.
L'apparition du festival d'Aix-les-Bains est directement liée aux Championnats du Monde. En effet, jusqu'en 1983, ceux-ci se déroulaient autour de la Toussaint, or l'édition 1984 a lieu au mois d'août à Montréal (Québec). Afin d'occuper la date vacante dans le calendrier, le premier festival d'Aix-les-Bains accueille près de 200 joueurs au mois de novembre de la même année.
Après une éclipse en 1985 (les Championnats du Monde sont organisés à Bruxelles au mois de novembre), le festival d'Aix réapparaît au mois de novembre 1986. Il devient rapidement une date majeure du calendrier scrabblesque.
En 1993, le festival atteint les 500 joueurs. Paul Vieilly propose à la FFSc de prendre en charge l'organisation de l'épreuve, qui devient alors un festival fédéral venant s'ajouter aux festivals de Vichy (créé en 1976) et Cannes (en 1986).
En 2020, le festival est d’abord reporté puis annulé en raison de la pandémie de Covid-19. Le festival est de retour dès l’année suivante.
En 2021, en raison de la pandémie de Covid-19 et de l’annulation des championnats du monde à Vichy en juillet, les championnats du monde sont organisés en parallèle du festival annuel du 22 octobre au 1er novembre 2021.

## Programme
Le festival dure actuellement neuf jours et est composé de plusieurs épreuves de Scrabble duplicate et de Scrabble classique. La plus grande compétition est la Coupe d'Aix-les-Bains, un tournoi duplicate de cinq manches en deux minutes par coup.

### Épreuves qui ont été disputées en 2019
- S26/10 - D27/10Coupe de la Fédération : cinq manches, trois minutes par coup, réservée aux joueurs classés en série 4 à 7.
- S26/10 - D27/10 Coupe Paul-Vielly : sur les mêmes parties que la coupe de la fédération mais réservée aux séries 1 à 3.
- L28/10  Tournoi en Paires : 3 parties en 2 minutes par coup.
- L30/10 Open du Mont Revard Tournoi de scrabble classique en 8 rondes ouvert à tous les licenciés.
- M29/10 - M30/10 Coupe de Savoie : cinq manches suivies d'un grand-prix, trois minutes par coup, ouverte à tous.
- M30/10 - V01/11 : Coupe promotion jeunes  : Tournoi de scrabble classique en 5 rondes ouverte à tous les jeunes de moins de 18 ans. 2 rondes le mercredi après la coupe de Savoie et 3 rondes le vendredi après les parties originales.
- M30/10-V01/11 Master Jeunes : Tournoi de scrabble classique en 7 rondes réservé aux 8 meilleurs jeunes (-18 ans) au 01/10. 2 rondes le mercredi après la coupe de Savoie, 3 rondes le vendredi après les parties originales et 2 rondes le vendredi en soirée.
- J31/10-V01/11 Internationaux de France en parties originales (joker, 7/8, 7/8 joker, 7 et 8, 7 et 8 joker) : cinq manches en deux minutes par coup, pour les 3 premières parties puis 2 minutes 30 par coup pour les parties 4 et 5. Cette épreuve attribue les titres de Champion de France en parties originales. Tournoi ouvert à tous mais les titres sont réservés aux licenciés français.
- V01/11 - S02/11 Coupe du Lac du Bourget : Tournoi de scrabble classique en 6 rondes se déroulant en soirée.
- S02/11 -D03/11  Coupe d'Aix-les-Bains : cinq manches, deux minutes par coup, ouverte à tous. C'est l'épreuve principale, qui compte pour le Grand Chelem. Elle sert de support au Championnat de France Espoir de Scrabble duplicate.
- D05/11 Epreuve  du grand  Chelem : sont qualifiés les 15 premiers de la coupe d'Aix-les-Bains.

### Évolution du programme
- À partir de l'édition 2012, le rythme retenu pour les deux dernières parties originales est de deux minutes trente par coup.

## Séjour des jeunes
Chaque année, un séjour est organisé pour les jeunes et ils peuvent jouer plusieurs tournois du festival. Ils aident à l'organisation sur les tournois qu'ils ne jouent pas.

## Palmarès de la Coupe d'Aix-les-Bains
| Année | Vainqueur                                | 2e                                       | 3e                                           | 4e                                           | 5e                                           | 6e                   | Joueurs    |
| ----- | ---------------------------------------- | ---------------------------------------- | -------------------------------------------- | -------------------------------------------- | -------------------------------------------- | -------------------- | ---------- |
| 1984  | Michel Duguet                            | Didier Clerc                             | Benjamin Hannuna                             |                                              |                                              |                      | 174        |
| 1986  | Philippe Lorenzo                         | Richard Mangin                           | Franck Delol                                 |                                              |                                              |                      | 202        |
| 1987  | Philippe Bellosta                        | Philippe Bellosta                        | Veronique Keim                               |                                              |                                              |                      | 196        |
| 1988  | Philippe Bellosta (2)                    | Claude Del                               | J-L Pallavicini                              |                                              |                                              |                      | 221        |
| 1989  | Emmanuel Rivalan                         | Philippe Bellosta                        | Serge Kourotchine                            |                                              |                                              |                      | 263        |
| 1990  | Patrick Vigroux                          | Bruno Bloch                              | J-P Hellebaut                                |                                              |                                              |                      | 324        |
| 1991  | Philippe Bellosta (3)                    | Michel Duguet                            | Bruno Bloch                                  |                                              |                                              |                      | 393        |
| 1992  | Marc Treiber                             | J-F Lachaud                              | Hervé Omé                                    |                                              |                                              |                      | 386        |
| 1993  | Jean-François Lachaud                    | J-P Hellebaut                            | Florian Levy                                 |                                              |                                              |                      | 424        |
| 1994  | Emmanuel Rivalan (2)                     | Florian Levy                             | J-F Lachaud                                  |                                              |                                              |                      | 515        |
| 1995  | Franck Maniquant                         | J-F Lachaud                              | P-O Georget                                  |                                              |                                              |                      | 523        |
| 1996  | Denis Courtois                           | Gerard Boccon                            | Eric Parpal                                  |                                              |                                              |                      | 621        |
| 1997  | Christian Pierre                         | Antonin Michel                           | Emmanuel Rivalan                             |                                              |                                              |                      | 819        |
| 1998  | Denis Courtois Arona Gaye                | Denis Courtois Arona Gaye                | Thierry Chincholle                           |                                              |                                              |                      | 893        |
| 1999  | Eric Parpal                              | Florian Levy                             | Luc Maurin                                   |                                              |                                              |                      | 891        |
| 2000  | Jean François Lachaud (2) Antonin Michel | Jean François Lachaud (2) Antonin Michel | Thierry Chincholle                           |                                              |                                              |                      | 907        |
| 2001  | Christian Pierre (2)                     | Pascal Fritsch                           | J.F. Lachaud                                 |                                              |                                              |                      | 933 (84)   |
| 2002  | Étienne Budry                            | Pascal Fritsch                           | Florian Levy                                 |                                              |                                              |                      | 977 (101)  |
| 2003  | Pascal Fritsch                           | Antonin Michel                           | Florian Levy                                 |                                              |                                              |                      | 1033 (110) |
| 2004  | Aurélien Delaruelle                      | Laurent Loubière                         | Olivier Sorel                                |                                              |                                              |                      | 1143 (113) |
| 2005  | Antonin Michel (2)                       | Christian Pierre                         | Étienne Budry                                |                                              |                                              |                      | 1103 (114) |
| 2006  | Thierry Chincholle                       | J-F. Lachaud                             | Eric Parpal                                  |                                              |                                              |                      | 1192 (113) |
| 2007  | Aurélien Delaruelle (2)                  | J-F Lachaud                              | J-P Hellebaut                                |                                              |                                              |                      | 1095 (114) |
| 2008  | Antonin Michel (3)                       | Christian Pierre                         | Florian Levy                                 |                                              |                                              |                      | 1042 (104) |
| 2009  | Laurent Loubière                         | Thierry Chincholle                       | Guy Delore                                   |                                              |                                              |                      | 1069 (111) |
| 2010  | Antonin Michel (4)                       | Laurent Loubière                         | Romain Santi                                 | Florian Lévy                                 | Christian Pierre                             | Étienne Budry        | 1017 (112) |
| 2011, | Antonin Michel (5)                       | Christian Pierre                         | Étienne Budry                                | Marc Bruyere                                 | Thierry Chincholle                           | Patrick Vigroux      | 1046 (114) |
| 2012  | Hugo Delafontaine                        | Marc Bruyere                             | Fabien Leroy                                 | Antonin Michel Sansom Tessier                | –                                            | Romain Santi         | 920 (112)  |
| 2013  | Étienne Budry (2)                        | Thierry Chincholle                       | Fabien Leroy                                 | Antonin Michel                               | Thierry Boisard                              | Patrick Vigroux      | 889 (113)  |
| 2014  | Antonin Michel (6)                       | J-F Lachaud                              | Didier Roques                                | Florian Lévy                                 | Frank Maniquant                              | Thierry Chincholle   | 810 (84)   |
| 2015  | Florian Lévy                             | Thierry Chincholle                       | Étienne Budry                                | Fabien Leroy                                 | Guy Delore                                   | David Bovet          | 864 (84)   |
| 2016  | David Bovet                              | J-F Lachaud                              | Sansom Tessier                               | Christian Pierre                             | Mactar Sylla                                 | Gaston Jean-Baptiste | 982 (102)  |
| 2017  | Fabien Leroy                             | Romain Santi                             | David Bovet                                  | Étienne Budry                                | Christian Pierre                             | Fabien Fontas        | 874 (89)   |
| 2018  | Frank Maniquant                          | David Bovet                              | Romain Santi                                 | Arnaud Delaforge                             | Marc Bruyere                                 | Fabien Fontas        | 854 (106)  |
| 2019  | Hugo Delafontaine (2)                    | Romain Santi                             | Fabien Fontas                                | Simon Valentin                               | Dominique Le Fur                             | Éric Vennin          | 841        |
| 2020  | -                                        | -                                        | -                                            | -                                            | -                                            | -                    | -          |
| 2022  | Etienne Budry                            | Fabien Leroy                             | Antonin Michel                               | Romain Santi                                 | Gérard Boccon                                | Guy Delore           | 764 (88)   |
| 2023  | Antonin Michel                           | Samson Tessier                           | Sylvain Ravot Franck Maniquant Didier Roques | Sylvain Ravot Franck Maniquant Didier Roques | Sylvain Ravot Franck Maniquant Didier Roques | Étienne Budry        | 774 (96)   |
| 2024  | Samson Teissier                          | Antonin Michel                           | Gauthier Houillion                           | Jean-Francois Lachaud                        | Fabien Leroy                                 | Patrick Vigroux      |            |

### Nombre de titres
1. Antonin Michel (6)
2. Philippe Bellosta (3)
3. Denis Courtois, Aurélien Delaruelle, Jean-François Lachaud, Christian Pierre, Emmanuel Rivalan, Hugo Delafontaine (2)

16 autres joueurs à une victoire